# Carlos II de Baden-Durlach
Carlos II de Baden-Durlach (em alemão:  Karl II., denominado Karle mit der Tasch; Pforzheim, 24 de julho de 1529 – Durlach, 23 de março de 1577) regeu a Marca de Baden-Durlach de 1552 a 1577. Carlos II decretou uma nova regulamentação para a igreja em 1 de junho de 1556, introduzindo a confissão luterana (Reforma Protestante), e transferiu a residência de Pforzheim para Durlach.

## Vida
Filho do marquês Ernesto de Baden-Durlach e da sua segunda mulher Úrsula de Rosenfeld. Como descendente deste casamento morganático sua prioridade na sucessão não teve impedimentos. Em setembro de 1552 foi sucessor de seu pai no Alto-Baden (em alemão:  Badisches Oberland).
Somente após a morte de seu meio-irmão, Bernardo IV de Baden-Durlach, a 20 de janeiro de 1553, que era 12 anos mais velho, e de seu pai poucos dias depois, a 6 de fevereiro, Carlos II pode assumir a regência de todo o marquesado de Baden-Pforzheim (mais tarde denominado Baden-Durlach).

### Introdução da Reforma em 1556

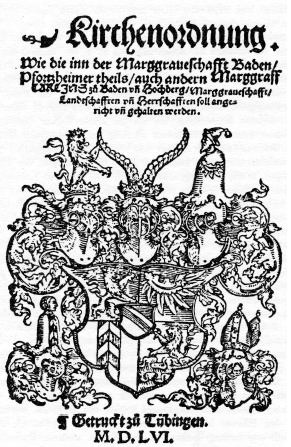
Capa da regulamentação para a igreja, de 1556.

Após o Paz de Passau (1552) diversos dirigentes seculares (reinos, ducados, marquesados, etc.) introduziram no sudoeste alemão a reforma protestante. O marquês Ernesto I de Baden-Durlach também teve planos neste sentido, mas temia desencadear um conflito com o regente da católica Áustria Anterior, o duque Fernando I de Habsburgo, que uma vez mais declarou sua prioridade sobre áreas do Alto-Baden.

## Casamentos e descendência
Carlos II casou em primeira núpcias em 10 de março de 1551 com Cunegunda de Brandemburgo-Kulmbach (1523-1558), filha do marquês Casimiro de Brandemburgo-Kulmbach, de quem teve dois filhos:
1. Maria (Marie) (1553-1561);
2. Alberto (Albrecht) (1555-1574).

A 1 de agosto de 1558 Carlos II casou, em segundas núpcias, com Ana do Palatinado-Veldenz (1540-1586), filha do conde Roberto do Palatinado-Veldenz, de quem teve os seguintes filhos:
1. Doroteia Úrsula (Dorothea Ursula) (1559-1583), que casou com o duque Luís III de Vurtemberga;
2. Ernesto Frederico (Ernst Friedrich) (1560-1604), que sucedeu ao pai como marquês de Baden-Durlach e que casou com Ana (1562-1621), filha do conde Edzard II da Frísia Oriental;
3. Jaime III (Jakob III.) (1562-1590), que sucedeu a pai como marquês de Baden-Hachberg e que casou com Isabel, filha do conde Floris I de Pallandt-Culemborg;
4. Ana Maria (Anna Marie) (1565-1573);
5. Isabel (Elizabeth) (1570-1611);
6. Jorge Frederico (Georg Friedrich) (1573-1638), que sucedeu ao irmão mais velho como marquês de Baden-Durlach.

Após a morte de Carlos II, a sua viúva, Ana de Veldenz, manteve-se como regente durante 7 anos, até que os 3 filhos atingissem a maioridade e partilhassem Baden-Durlach: o mais velho, Ernesto Frederico (calvinista), herdou Baden-Durlach; o segundo, Jaime III (católico), herdou Baden-Durlach-Hachberg; e o filho mais novo, Jorge Frederico (luterano), herdou  Baden-Durlach-Sausenberg.
Dada a morte dos 2 irmãos mais velhos sem descendência, Jorge Frederico reuniu, de novo, todo o Baden-Durlach que permaneceu Luterano.